# 25020 Tinyacheng
A 25020 Tinyacheng (ideiglenes jelöléssel 1998 QY13) a Naprendszer kisbolygóövében található aszteroida. A LINEAR projekt keretében fedezték fel 1998. augusztus 17-én.